# Lasioglossum lionotum
Lasioglossum lionotum är en biart som först beskrevs av Sandhouse 1923. Lasioglossum lionotum ingår i släktet smalbin, och familjen vägbin. Inga underarter finns listade i Catalogue of Life.